# Estadis de futbol de Polònia
Aquesta llista d'estadis de futbol ordena per capacitat d'espectadors els estadis de Polònia. L'estadi amb més capacitat és l'Estadi Nacional de Polònia, a Varsòvia 58.580 espectadors.

## Estadis
|  | Estadi seu del Campionat d'Europa de futbol 2012 |

| #  | Imatge                         | Estadi                         | Capacitat | Ciutat    | Equip                         | Inauguració |
| -- | ------------------------------ | ------------------------------ | --------- | --------- | ----------------------------- | ----------- |
| 1  | Estadi Nacional de Polònia     | Estadi Nacional de Polònia     | 58.580    | Varsòvia  | Selecció de futbol de Polònia | 2012        |
| 2  | Estadi de Silèsia              | Estadi de Silèsia              | 55.211    | Chorzów   | Selecció de futbol de Polònia | 2013        |
| 3  | Estadi Municipal de Wrocław    | Estadi Municipal de Wrocław    | 44.416    | Wrocław   | Śląsk Wrocław                 | 2011        |
| 4  | PGE Arena Gdańsk               | PGE Arena Gdańsk               | 43.615    | Gdańsk    | Lechia Gdańsk                 | 2011        |
| 5  | Estadi Municipal de Poznań     | Estadi Municipal de Poznań     | 43.269    | Poznań    | Lech Poznań                   | 2010        |
| 6  | Estadi Olímpic de Wrocław      | Estadi Olímpic de Wrocław      | 35.000    | Wrocław   | WTS Wrocław                   | 1928        |
| 7  | Estadi Henryk Reyman           | Estadi Henryk Reyman           | 33.268    | Cracòvia  | Wisła Kraków                  | 2011        |
| 8  | Estadi Ernest Pohl             | Estadi Ernest Pohl             | 32.340    | Zabrze    | Górnik Zabrze                 | 2013        |
| 9  | Pepsi Arena                    | Pepsi Arena                    | 31.103    | Varsòvia  | Legia Varsòvia                | 2010        |
| 10 |                                | Estadi Białystok City          | 22.500    | Białystok | Jagiellonia Białystok         | 2013        |
| 11 | Estadi Zdzisław Krzyszkowiak   | Estadi Zdzisław Krzyszkowiak   | 20.247    | Bydgoszcz | Zawisza Bydgoszcz             | 2008        |
| 12 | Estadi Polònia Bydgoszcz       | Estadi Polònia Bydgoszcz       | 20.000    | Bydgoszcz | Polonia Bydgoszcz             | 1924        |
| 13 | Estadi Florian Kryger          | Estadi Florian Kryger          | 17.783    | Szczecin  | Pogoń Szczecin                | 1925        |
| 14 | Dialog Arena                   | Dialog Arena                   | 16.300    | Lubin     | Zagłębie Lubin                | 2009        |
| 15 | Estadi Kielce City             | Estadi Kielce City             | 15.550    | Kielce    | Korona Kielce                 | 2006        |
| 16 | Estadi Marshal Józef Piłsudski | Estadi Marshal Józef Piłsudski | 15.331    | Cracòvia  | Cracòvia Kraków               | 2010        |
| 17 | Estadi GOSiR                   | Estadi GOSiR                   | 15.139    | Gdynia    | Arka Gdynia Bałtyk Gdynia     | 2011        |